# Polyptyque (collection)
Polyptyque est une collection de bandes dessinées publiée par les éditions Le Lombard composée d'œuvres développées en un nombre de volets déterminé dès le départ.